# Michał Probierz
Michał Probierz (ˈmʲixaw ˈprɔbʲɛʃ; * 24. September 1972 in Bytom) ist ein polnischer Fußballtrainer und ehemaliger -spieler. Von November 2023 bis Juni 2025 war er Nationaltrainer der polnischen Fußballnationalmannschaft.

## Karriere
Seine aktive Fußballerlaufbahn absolvierte Probierz in Polen und Deutschland. Er spielte für Rozbark Bytom, Gwarek Zabrze, Ruch Chorzów, Bayer Uerdingen, SG Wattenscheid 09, Górnik Zabrze und Pogoń Szczecin. Anschließend war er unter anderem Fußballtrainer bei Polonia Bytom, Widzew Łódź und KS Cracovia.
Im November 2023 übernahm er das Amt des Nationaltrainers der polnischen Fußballnationalmannschaft. Am 12. Juni 2025 trat Probierz vom Amt des Nationaltrainers zurück. Zuvor hatte er Piotr Zieliński zum neuen Kapitän der Mannschaft erklärt, woraufhin Robert Lewandowski der seit 2014 Kapitän war, erklärte, unter Probierz nicht mehr für die Nationalmannschaft zur Verfügung zu stehen.

## Erfolge

### Als Trainer
- Polnischer Fußballpokal (2010, 2020)
- Polnischer Fußball-Supercup (2010, 2020)